# دانشکده دندانپزشکی شهید بهشتی
دانشکده دندانپزشکی دانشگاه علوم پزشکی شهید بهشتی یکی از دانشکده‌های دندانپزشکی ایران وابسته به دانشگاه علوم پزشکی شهید بهشتی در تهران است. این دانشکده بر اساس گزارش شورای آموزش دندانپزشکی و تخصصی و با توجه به شاخص‌های موجود، رتبهٔ نخست را در میان دانشکده‌های دندانپزشکی سراسر کشور بدست آورده‌است و افزون‌بر ارائهٔ دورهٔ دندانپزشکی عمومی، ۱۴ دورهٔ تخصصی دندانپزشکی را ارائه می‌کند.

## تاریخچه
دانشکده دندانپزشکی شهید بهشتی در سال ۱۳۴۴ بنیانگذاری شد. هم‌اکنون ریاست این دانشکده را دکتر اصغر عبادی فر برعهده دارد.